# Juan Jesús Castilla Polo
Juan Jesús Castilla Polo (Sant Sebastià, 1917) fou un militar espanyol.
Ingressà a l'Armada l'any 1936 des d'on var ser traslladat a Àfrica. Participa en la Guerra Civil Espanyola al costat del bàndol Nacional, essent ferit al front de Madrid (Brunete) el juliol de 1937,quan ocupava el grau d'alferes provisional de la formació d'infanteria "Grupo de Regulares de Alhucemas" (Ceuta).
El 1940 ingressà a l'"Escuela Naval Militar". Un cop finalitzats els estudis de capacitació assoleix el grau de tinent d'infanteria de marina (1941), ascendeix al grau de capità (1943) i, finalment, comandant (1954) destinat a Melilla, Cartagena i San Fernando (Cadis). L'últim període de la seva carrera militar es desenvolupa en el "Tercio Sur de la Infantería de Marina" de San Fernando des del qual passa a la reserva l'any 1959. L'any 1958 va rebre la "Cruz de la Real y Militar Orden de San Hermelegildo" de la qual fou baixa l'any 1966 per l'aplicació d'un expedient governatiu. Va contraure matrimoni amb Irene Raltschlag Calvo i va tenir un fill, Juan-José, i una filla, Maria del Pilar.

## Fons personal
El seu fons personal es conserva a l'Arxiu Nacional de Catalunya. La documentació fa referència principalment a la carrera militar de Juan Jesús Castilla Polo. S'ha conservat l'expedient militar, els fulls anuals de destinació, diversos exemplars de publicacions oficials, instàncies, certificats, circulars i correspondència referent a la pròpia carrera militar.